# When Angels & Serpents Dance
When Angels & Serpents Dance é o sétimo álbum de estúdio da banda P.O.D.. Este é o primeiro álbum que inclui Marcos Curiel desde a partida dele do grupo e a primeira release pela Columbia Records.
Também participaram Mike Muir do Suicidal Tendencies, Page Hamilton guitarrista dos Helmet, e o visitante Gospel Choir, e o Marley Sisters.

## Faixas
1. "Addicted" - 3:32
2. "Shine with Me" - 3:32
3. "Condescending" - 4:02
4. "It Can't Rain Everyday" - 4:42
5. "Kaliforn-Eye-A" - 4:29
6. "I'll Be Ready" - 4:43
7. "End of the World" - 4:34
8. "This Ain't No Ordinary Love Song" - 3:43
9. "God Forbid" - 3:55
10. "Roman Empire" - 2:42
11. "When Angels & Serpents Dance" - 3:16
12. "Tell Me Why" - 3:19
13. "Rise Against" - 4:52
14. "Don't Fake It" (Faixa bónus no iTunes) - 3:17

## Pré-lançamento

### Apresentações
Em 1 de junho de 2007, no Rockbox, em San Diego, a banda se apresentou e revelou uma nova canção, intitulada "Condescending", juntamente com outra música inédita realizada em 16 de junho de 2007, intitulado "Addicted". Eles também revelaram o título do seu novo álbum a ser When Angels & Serpents Dance.
Em 4 de agosto de 2007 a banda tocou no Angel Stadium of Anaheim 's anuais Harvest Crusade, onde revelou uma nova canção, intitulada "eu vou estar pronto" para uma multidão de 42.000, o maior número de . comparecimento para o evento de três dias 

### Arte da Capa
Em 1 de dezembro, P.O.D. postou um blog em seu MySpace que tinham criado um site "secreto" para revelar partes da cobertura para o público a partir de dezembro 03-10 de Dezembro. P.O.D. também postou a letra de uma de suas músicas no site "secreto".
Na madrugada de 10 de dezembro de 2007, além de revelar as peças finais da capa do álbum, foi anunciado oficialmente no "site secreto" POD que "When Angels & Serpents Dance" seria lançado em 8 de abril de 2008.

## Convidados
- Voz (God Forbid): Page Hamilton (aparece cortesia de  Helmet)
- Voz (Kaliforn-Eye-A): Mike Muir (aparece cortesia de Suicidal Tendencies, Infectious Grooves)
- Background vocals (I'll Be Ready): As meninas Marley
- Background vocals: Crystal Taliefero, Mark Renk
- Teclados (Rise Against): Jason Freese
- Adicional de produção vocal: Mark Renk Strings, Suzie Katayama